# Takeshi Matsuda
Takeshi Matsuda –en japonés, 松田丈志, Matsuda Takeshi– (Nobeoka, 23 de junio de 1984) es un deportista japonés que compitió en natación, especialista en los estilos libre y mariposa.
Participó en cuatro Juegos Olímpicos de Verano, entre los años 2004 y 2016, obteniendo en total cuatro medallas, bronce en Pekín 2008, en 200 m mariposa, dos en Londres 2012, plata en 4 × 100 m estilos y bronce en 200 m mariposa, y bronce en Río de Janeiro 2016, en 4 × 200 m libre.
Ganó tres medallas en el Campeonato Mundial de Natación entre los años 2005 y 2011, y seis medallas en el Campeonato Pan-Pacífico de Natación entre los años 2006 y 2014.

## Palmarés internacional
| Juegos Olímpicos        | Juegos Olímpicos        | Juegos Olímpicos  | Juegos Olímpicos  |
| Año                     | Lugar                   | Medalla           | Prueba            |
| ----------------------- | ----------------------- | ----------------- | ----------------- |
| 2008                    | Pekín (China)           | Medalla de bronce | 200 m mariposa    |
| 2012                    | Londres (Reino Unido)   | Medalla de plata  | 4 × 100 m estilos |
| 2012                    | Londres (Reino Unido)   | Medalla de bronce | 200 m mariposa    |
| 2016                    | Río de Janeiro (Brasil) | Medalla de bronce | 4 × 200 m libre   |
| Campeonato Mundial      |                         |                   |                   |
| Año                     | Lugar                   | Medalla           | Prueba            |
| 2005                    | Montreal (Canadá)       | Medalla de plata  | 200 m mariposa    |
| 2009                    | Roma (Italia)           | Medalla de bronce | 200 m mariposa    |
| 2011                    | Shanghái (China)        | Medalla de plata  | 200 m mariposa    |
| Campeonato Pan-Pacífico |                         |                   |                   |
| Año                     | Lugar                   | Medalla           | Prueba            |
| 2006                    | Victoria (Canadá)       | Medalla de bronce | 1500 m libre      |
| 2006                    | Victoria (Canadá)       | Medalla de bronce | 200 m mariposa    |
| 2010                    | Irvine (Estados Unidos) | Medalla de plata  | 4 × 200 m libre   |
| 2010                    | Irvine (Estados Unidos) | Medalla de bronce | 800 m libre       |
| 2010                    | Irvine (Estados Unidos) | Medalla de bronce | 200 m mariposa    |
| 2014                    | Gold Coast (Australia)  | Medalla de plata  | 4 × 200 m libre   |